# Anne Cauquelin
Anne Cauquelin est une philosophe et artiste plasticienne, romancière et essayiste française du XXe siècle et du début du XXIe siècle. Professeur émérite de philosophie esthétique à l'université Paris X et à l'université de Picardie, ses ouvrages, qui empruntent une démarche buissonnière, outre leur qualité d'écriture et leur érudition, sont qualifiés par la critique de « fête pour l'esprit »[réf. nécessaire].

## Biographie

### Recherches
Agrégée et docteur en philosophie, Anne Cauquelin soutient une thèse intitulée : Urbanisme : proposition pour une approche oblique, sous la direction de Mikel Dufrenne (1976).
De 2001 à 2011, elle est rédactrice en chef de la Nouvelle revue d'esthétique.
Ses principales recherches et ouvrages pédagogiques portent sur la ville, la notion et la perception du paysage dans l'art à partir de la Renaissance et de Brunelleschi, le langage et l'art, la philosophie antique, Aristote, et l'incompréhension du public pour l'art contemporain qu'elle décrit, empruntant à Ludwig Wittgenstein, comme un jeu désacralisant, et « anti-doxique », dont le premier représentant fut bien sûr le Ready-made de Marcel Duchamp,. Dans ce jeu, l'artiste disparait, le public, c'est-à-dire le théoricien de l’art, le critique d’art, l’esthéticien, l’amateur, n’y trouve pas les repères de son héritage culturel.

Art, sujet devant un paysage.
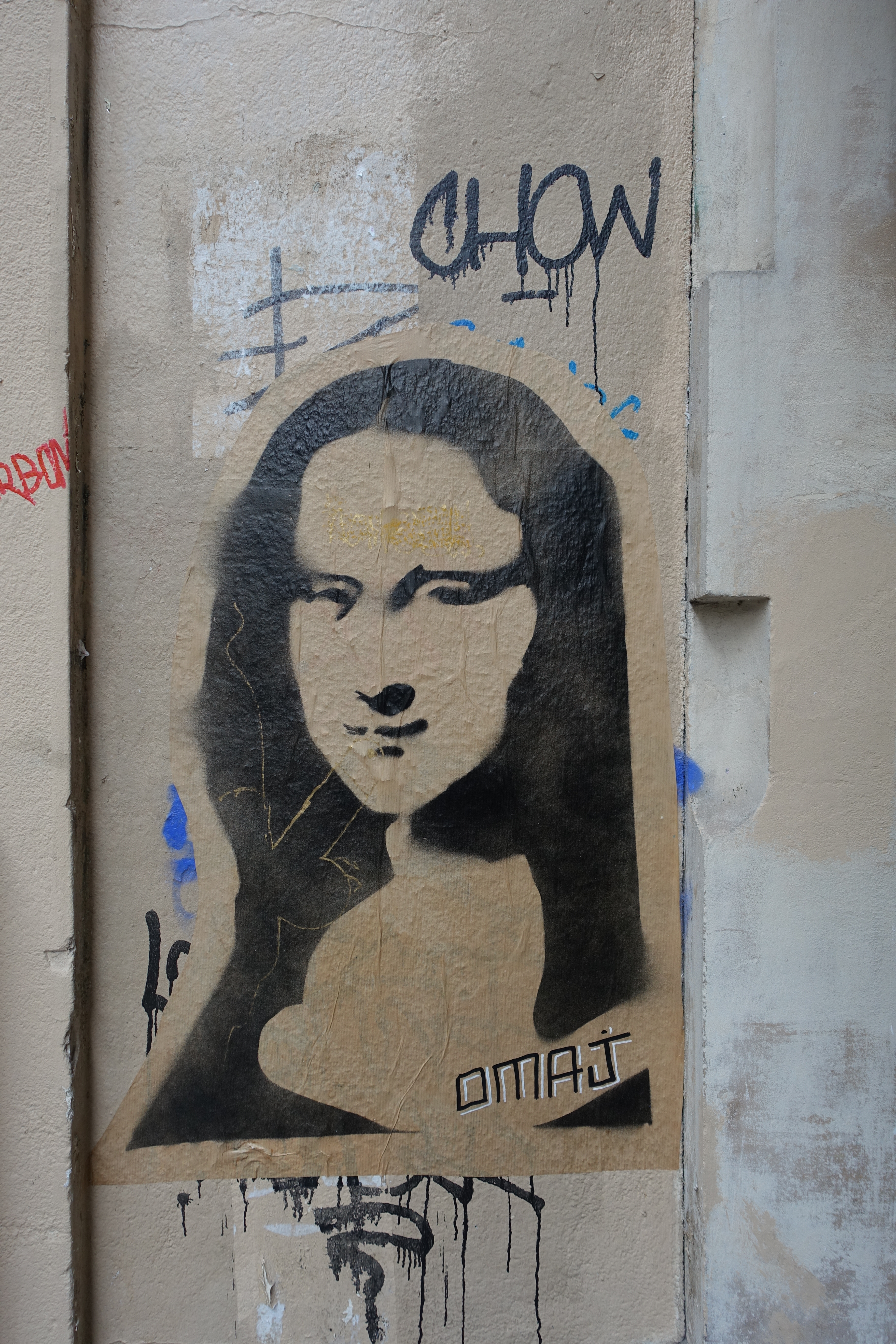
Art contemporain, street art, Paris.

### Perspectives théoriques et buissonnières

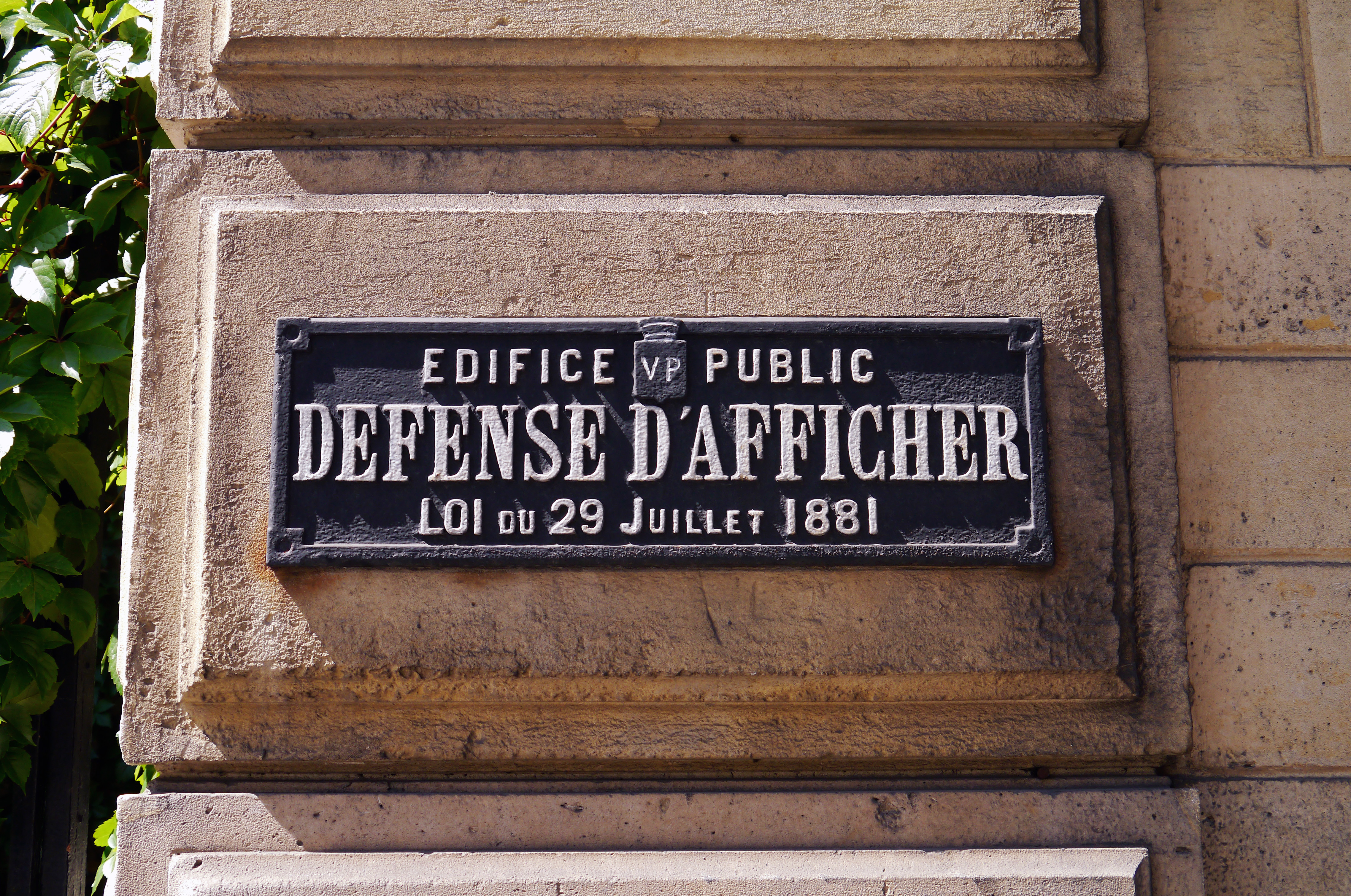
Défense d'afficher sur édifice public.

Anne Cauquelin approfondit dès ses premiers ouvrages ce qu'induisent les usages de l'espace urbain et architectural, de Versailles aux villes nouvelles, sans exclure les favelas. Elle évoque aussi les bonheurs et maléfices de la Ratp, les rues et les bistrots ; ces lieux communs ordinaires aux citadins, notant, aussi, que l'urbanisme est une surface d'inscription et que les sociétés y érigent, en strate, des monuments à leur propre mémoire et à leurs morts. Elle dégage les ressources contradictoires de la doxa, qu'elle décrit comme l'envers de la « science », représentant l'opinion, le ouï-dire, et le degré quasi-zéro de la connaissance, même, une « fausse connaissance », — doxa ancienne et doxa moderne par ses avatars que sont les nouvelles technologies de la communication — qui peut créer la rumeur ou déjouer les représentations, y compris rationnelles, mais joue un rôle.
Elle développe également une réflexion sur « le fragment » (ou les fragments) qui acheminent par association d'idées, rapprochements, arrêts et retours de pensée vers l'interprétation théorique (Court traité du fragment. Usages de l'œuvre d'art, Aubier 1999), elle revient sur le rôle de la doxa dans le jugement esthétique qui joue le rôle de « vulgate » dans l'approche de l'art contemporain. Selon Jean-Philippe Catonné, Anne Cauquelin s'intéresse en particulier à « ce qui empêche d'apprécier l'art contemporain », à savoir « une croyance a priori, une disposition générale à croire en quelque chose comme de l'art ». Une attente du plaisir esthétique, cette attente ne peut ainsi qu'être déçue, car « l'art contemporain tend à déplacer les frontières » de l'art et du non-art, et « donc nécessairement à décevoir ».

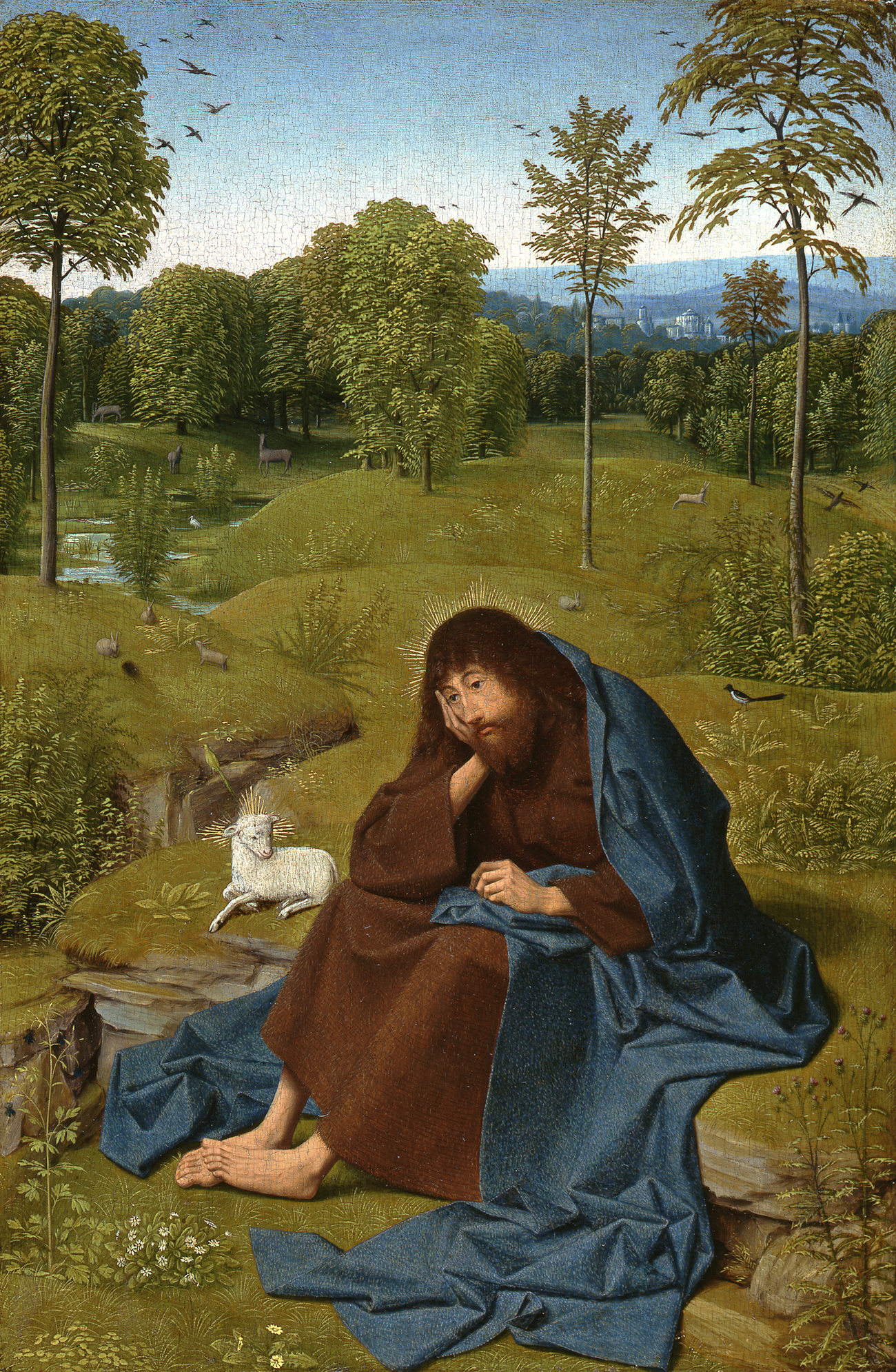
Geertgen tot Sint Jans, Le paysage et la contemplation.

Elle développe ainsi une réflexion sur la notion prégnante de paysage en tant qu'a priori contre-nature constitutif des perceptions chez le spectateur occidental : 

« Elle montre dans L’invention du paysage (1989) que la perspective paysagère a fortement conditionné notre approche perceptive, au point que nous voyons le monde «  en paysage  ». Selon l’auteure, l’art orienterait ainsi notre perception de la nature . 
Son intérêt pour l'art créé dans les espaces virtuels, l'art en ligne, l'art en réseau, le Générateur poïétique et leurs nouveaux dispositifs spatio-temporels l’a conduite à poursuivre la réflexion sur les liens entre site et paysage (Le site et le paysage, 2002). Elle s’est aussi interrogée sur les spécificités du jardin, dans lequel le paysagiste entretient un rapport discret à « l'historicité du paysage » et qu’elle définit comme une œuvre ouverte où s'entrecroisent nature et culture ; le jardin est une composition d'espace mais aussi de temps, tenant davantage du processus que du résultat, l'espace y est fini, fragmenté et laborieux en regard du paysage [naturel], image d’un lointain qui suggère l’infini. »Petit traité du jardin ordinaire, 2003 

Quant au Land art, son matériau est la nature qu’il s’agit de « dé-paysager ».

## Ouvrages
- La Ville la nuit, PUF, Critique de la politique, 1977 (présentation en ligne)[13].
- Potamor (récit), Fenixx, 1978, 144 p. (ISBN 978-2-02-124889-0, présentation en ligne).
- Cinévilles, UGE, « 10-18 », 1979 (présentation en ligne).
- Essai de philosophie urbaine, PUF, 1982.
- En collaboration avec Roger Lenglet : Sciences : le problème de la vulgarisation, Encyclopædia Universalis, Universalia, 1986.
- Aristote : Le langage, Paris, PUF, 1990, (présentation en ligne).
- La Mort des philosophes et autres contes, PUF, Perspectives critiques, 1992 [14].
- Court traité du fragment : usage de l'œuvre d'art, Aubier, 1992, (présentation en ligne).
- L’Art contemporain, PUF, 1993.

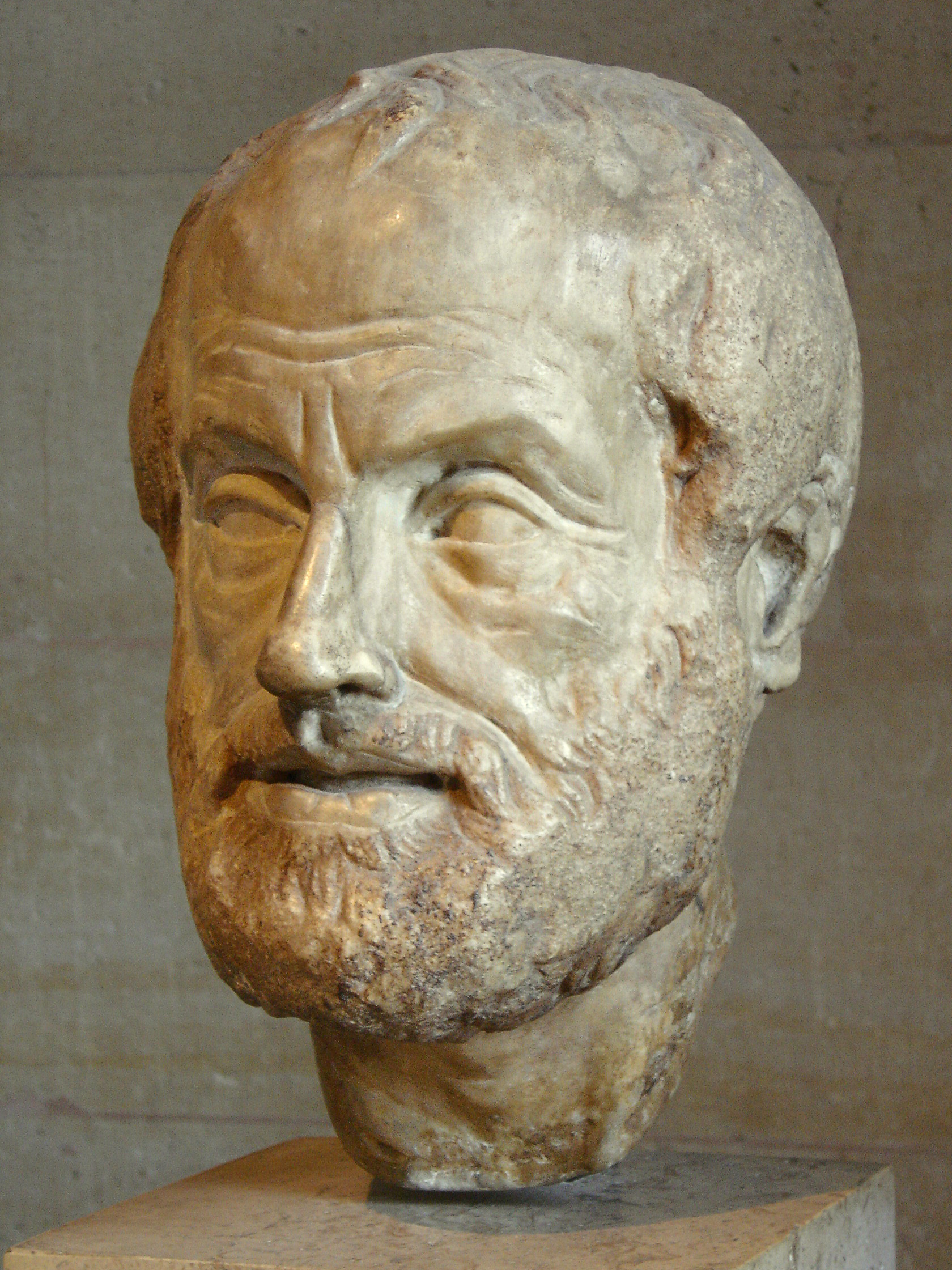
Anne Cauquelin est l'auteure d'ouvrages sur Aristote.

- Aristote, Éditions du Seuil, Écrivains de toujours, 1994.
- Les Animaux d'Aristote : sur l’histoire naturelle d’Aristote, La Lettre volée, 1995.
- Le Voleur d'anges, L'Harmattan, « Esthétiques », 1997  (ISBN 9782738455307).
- L'art du lieu commun : du bon usage de la doxa, Seuil, 1999.
- L'exposition de soi : du journal intime aux webcams, Eshel, 2003[15].
- L'Invention du paysage, PUF, « Quadrige », 2004, (présentation en ligne).
- Petit traité du jardin ordinaire, Rivages, 2005 (présentation en ligne).
- Fréquenter les incorporels, contribution à une théorie de l'art contemporain, PUF, « Lignes d'art », 2006.
- Le Site et le Paysage, PUF, « Quadrige », 2007 (présentation en ligne).
- L’Art contemporain, PUF, « Que sais-je ? » n°2671, 2009  (ISBN 978-2130801658).
- Les Théories de l'art, PUF, « Que sais-je ? » n°3353, 2010  (ISBN 978-2130731283), (présentation en ligne).
- À l’angle des mondes possibles, PUF, « Quadrige », 2010 (présentation en ligne).
- De la nature des lièvres, les éditions chemin de ronde, « Strette », 2014. (Avec vingt dessins de l'auteur.)
- Les Machines dans la tête, PUF, 2015.
- En collaboration avec Jean-Luc Hervé : Les Jardins de l'écoute, MF, 2018[16].